# Тихоокеанские лососи
Тихоокеанские лососи (лат. Oncorhynchus, от др.-греч. ὄγκος — крюк и ῥύγχος — клюв) — род лучепёрых рыб из семейства лососёвых (Salmonidae).

## Виды
В род включают виды:
- Горбуша (Oncorhynchus gorbuscha)
- Кета (Oncorhynchus keta)
- Кижуч (Oncorhynchus kisutch)
- Сима (Oncorhynchus masou)
- Микижа (Oncorhynchus mykiss)
- Нерка (Oncorhynchus nerka)
- Чавыча (Oncorhynchus tshawytscha)
- Oncorhynchus chrysogaster
- Лосось Кларка (Oncorhynchus clarkii)
- Oncorhynchus gilae
- Oncorhynchus iwame
- Oncorhynchus rhodurus
- † Oncorhynchus rastrosus

Ранее в состав рода включали радужную форель (Parasalmo mykiss), отнесённую позже к роду Parasalmo.